# Lydia Deni Gamboa López
Lydia Deni Gamboa López (Puebla,1977) es una filósofa, investigadora y activista por la movilidad mexicana. Se desempeña como coordinadora de la licenciatura de Filosofía de la Benemérita Universidad Autónoma de Puebla (BUAP). Forma parte del Instituto de Investigaciones Filosóficas de la Universidad  Nacional Autónoma de México. Sus principales líneas de investigación son: Filosofía de la mente medieval y contemporánea, Epistemología medieval y contemporánea y Filosofía del lenguaje medieval y contemporánea.Ganadora de diversas becas en México y en el extranjero.

## Trayectoria académica
Es posdoctorante en el Instituto de Investigaciones Filosóficas de la UNAM (2016-2017), doctora en Filosofía por la Universidad de Quebec en Montreal (2005-2008) con la tesis “William of Ockham and Walter Chatton on self-knowldege” y maestra en Filosofía por la Universidad Nacional Autónoma de México con una investigación sobre la epistemología de Guillermo de Ockham y la teoría de Adam de Wodeham sobre el conocimiento introspectivo de los estados mentales.
Fue miembro de la Chaire de recherche du Canada en théorie de la Connaissance y del "XXXII Coloquio nacional de filosofía, la filosofía y su enseñanza en los tiempos del COVID 19 líneas y propuestas de acción" llevado a cabo en noviembre del 2020.

### Reconocimientos
Beca de excelencia para posgrado de la Universidad de Quebec en Montreal y de la Chaire de Recherche en Théorie de la Connaissance, beca para estudios del Doctorado en el extranjero y la beca de excelencia para estudios de la Maestría y postgrados nacionales del CONACYT.

### Trayectoria activista
Lydia Deni Gamboa es fundadora del colectivo Espacio Público Facultad de Filosofía y Letras de la BUAP. Desde 2018 ha impulsado una iniciativa para crear la Ley de Movilidad Urbana y Sustentable de Puebla. En 2018 fue impulsora del programa de peatonalización del Centro Histórico de Puebla y partícipe de la Prueba Piloto Ándale. Ha sido activista en la dignificación del transporte público, espacio público y el uso de la bicicleta como medio de movilidad. Forma parte del grupo poblano que impulsa la Ley General de Seguridad Vial.

## Publicaciones y artículos
Cuenta con artículos publicados en medios como la Revista de literatura y cultura del siglo de oro "HIPOGRIFO" y la Revista de Filosofía "TOPICOS"; esta última es parte del sistema de Información Científica Redalyc de la Red de Revistas Científicas de América Latina y el Caribe, España y Portugal.
Entre sus publicaciones se encuentran los siguientes títulos:  
- "¿Cómo podemos tener percepciones más o menos claras de un objeto? Guillermo de Ockham y Walter Chatton sobre la mayor o menor perfección de los actos mentales”, Tópicos Revista de Filosofía, 49 (2015), 9-26.
- “Walter Chatton y Adam of Wodeham: dos perspectivas medievales funcionalistas sobre la naturaleza de algunos estados mentales”, Scripta Mediaevalia, 8/1 (2015), 25 – 42.
- “William of Ockham y el problema del conocimiento introspectivo del contenido de nuestras intuiciones en sus primeros escritos”, Thémata, 53 (junio de 2016), forthcoming.[2][8][9]